# Rowland Garrett
Rowland G. Garrett (Canton, 16 luglio 1950) è un ex cestista statunitense, professionista nella NBA.

## Carriera
Venne selezionato dai Chicago Bulls al quinto giro del Draft NBA 1972 (78ª scelta assoluta).